# Chinese Taipei Open 1999
Die Chinese Taipei Open 1999 im Badminton fanden vom 19. bis zum 24. Januar 1999 in Taipeh statt. Das Preisgeld betrug 100.000 US-Dollar, was dem Turnier zu einem Vier-Sterne-Status im Grand-Prix-Circuit verhalf.

## Sieger und Platzierte
| Disziplin    | Gold                                    | Silber                          | Bronze                                  |
| ------------ | --------------------------------------- | ------------------------------- | --------------------------------------- |
| Herreneinzel | Fung Permadi                            | Rashid Sidek                    | Kenneth Jonassen                        |
| Herreneinzel | Fung Permadi                            | Rashid Sidek                    | Sun Jun                                 |
| Dameneinzel  | Dai Yun                                 | Zhou Mi                         | Mette Sørensen                          |
| Dameneinzel  | Dai Yun                                 | Zhou Mi                         | Zhang Ning                              |
| Herrendoppel | S. Antonius Budi Ariantho Denny Kantono | Cheah Soon Kit Choong Tan Fook  | Tony Gunawan Candra Wijaya              |
| Herrendoppel | S. Antonius Budi Ariantho Denny Kantono | Cheah Soon Kit Choong Tan Fook  | Siripong Siripool Pramote Teerawiwatana |
| Damendoppel  | Helene Kirkegaard Rikke Olsen           | Huang Nanyan Yang Wei           | Gao Ling Qin Yiyuan                     |
| Damendoppel  | Helene Kirkegaard Rikke Olsen           | Huang Nanyan Yang Wei           | Ann Jørgensen Majken Vange              |
| Mixed        | Ge Fei Liu Yong                         | Bambang Suprianto Zelin Resiana | Wahyu Agung Emma Ermawati               |
| Mixed        | Ge Fei Liu Yong                         | Bambang Suprianto Zelin Resiana | Jon Holst-Christensen Ann Jørgensen     |

## Finalergebnisse
| Disziplin    | Sieger                                  | Finalist                        | Ergebnis          |
| ------------ | --------------------------------------- | ------------------------------- | ----------------- |
| Herreneinzel | Fung Permadi                            | Rashid Sidek                    | 16-17, 15-6, 15-7 |
| Dameneinzel  | Dai Yun                                 | Zhou Mi                         | 11-5, 11-8        |
| Herrendoppel | Denny Kantono S. Antonius Budi Ariantho | Cheah Soon Kit Choong Tan Fook  | 15-4, 14-17, 15-8 |
| Damendoppel  | Helene Kirkegaard Rikke Olsen           | Huang Nanyan Yang Wei           | 15-13, 15-5       |
| Mixed        | Liu Yong Ge Fei                         | Bambang Suprianto Zelin Resiana | 15-12, 15-10      |